# Sintet
Sintet ist eine Ortschaft im westafrikanischen Staat Gambia.
Nach einer Berechnung für das Jahr 2013 leben dort etwa 1113 Einwohner, das Ergebnis der letzten veröffentlichten Volkszählung von 1993 betrug 830.

## Geographie
Sintet liegt im Osten der West Coast Region, Distrikt Foni Jarrol. Der Ort ist rund 2,6 Kilometer östlich von Kalagi entfernt und liegt an in der Nähe der Grenze zu Senegal.